# Symydobius alniarius
Symydobius alniarius är en insektsart som först beskrevs av Matsumura 1917.  Symydobius alniarius ingår i släktet Symydobius och familjen långrörsbladlöss. Inga underarter finns listade i Catalogue of Life.